# Fred Ramsdell

Fred Ramsdell

Frederick J. „Fred“ Ramsdell (* 1961) ist ein US-amerikanischer Immunologe.
Ramsdell erwarb 1983 an der University of California, San Diego einen Bachelor in Biologie und 1987 an der University of California, Los Angeles einen Ph.D. in Immunologie. Als Postdoktorand arbeitete er an den National Institutes of Health. Ramsdell ging in die industrielle Forschung. Er war unter anderem in leitender Funktion bei den Biotechnologieunternehmen Celltech, ZymoGenetics, Novo Nordisk und aTyr Pharma. Seit Anfang 2016 ist Ramsdell Forschungsleiter am Parker Institute for Cancer Immunotherapy in San Francisco.
Ramsdell identifizierte das Forkhead-Box-Protein P3 (FOXP3) bei bestimmten Mäusen und bei Kindern mit IPEX, einer schweren Autoimmunerkrankung. FOXP3 spielt eine entscheidende Rolle bei der Entwicklung der regulatorischen T-Zelle. Weitere Arbeiten befassten sich mit Sclerostin, einem Regulationsprotein des Knochenstoffwechsels und Zielmolekül einer möglichen Osteoporose-Therapie.
Für „seine Entdeckungen in Bezug auf regulatorische T-Zellen, die schädlichen Immunreaktionen bei Arthritis und anderen Autoimmunerkrankungen entgegenwirken“, erhielt Ramdell 2017 gemeinsam mit Shimon Sakaguchi und Alexander Rudensky den Crafoord-Preis für Polyarthritis-Forschung.